# Neujmin (cráter)

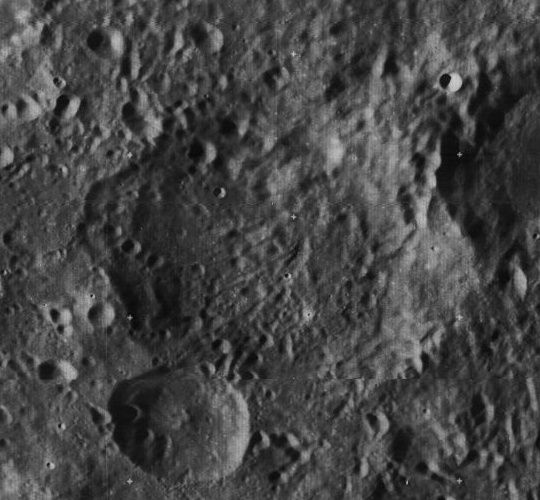
Imagen de la misión Lunar Orbiter 3

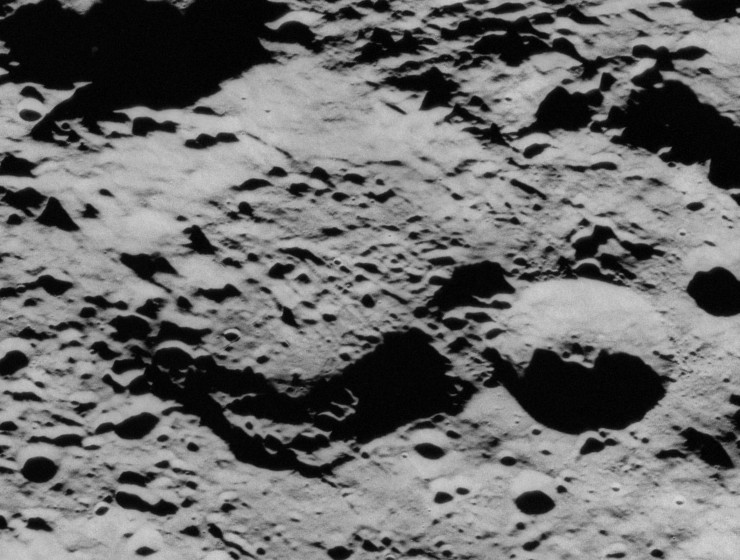
Imagen oblicua desde el Apolo 17, mirando al este.

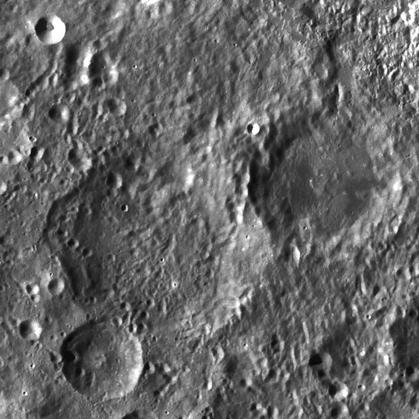
Fotografía de la misión Lunar Reconnaissance Orbiter

Neujmin es un cráter de impacto perteneciente a la cara oculta de la Luna. Está casi unido al oeste-suroeste al cráter más pequeño Waterman, y se encuentra al suroeste del prominente cráter Tsiolkovskiy.
|  |

Se trata de una formación de cráteres erosionada que ha sido algo deformada por impactos posteriores. El cráter circular Neujmin P atraviesa el borde suroeste. Varios pequeños cráteres en el sector noroeste del borde y la pared interna, probablemente son impactos secundarios procedentes de la formación de Tsiolkovskiy, y tanto el norte como al sur el brocal está interrumpido.

## Cráteres satélite
Por convención estos elementos son identificados en los mapas lunares poniendo la letra en el lado del punto medio del cráter que está más cercano a Neujmin.
|         | \| Neujmin \| Coordenadas \| Diámetro \| \| ------- \| ------------------------------- \| -------- \| \| P \| 28°30′S 124°12′E / -28.5, 124.2 \| 38 km \| \| Q \| 30°00′S 121°48′E / -30.0, 121.8 \| 17 km \| \| T \| 27°06′S 122°00′E / -27.1, 122.0 \| 24 km \| |          |
| Neujmin | Coordenadas | Diámetro |
| P       | 28°30′S 124°12′E / -28.5, 124.2 | 38 km    |
| Q       | 30°00′S 121°48′E / -30.0, 121.8 | 17 km    |
| T       | 27°06′S 122°00′E / -27.1, 122.0 | 24 km    |